# Albin Rozet
Pour les articles homonymes, voir Rozet.
Albin Rozet, né le 5 décembre 1852 à Paris et décédé le 15 septembre 1915 à Vecqueville (Haute-Marne),  est un homme politique français .

## Biographie
Diplomate, il est conseiller d'ambassade à Constantinople, puis secrétaire de deux conférences internationales et quitte la Diplomatie avec le rang de Consul pour se consacrer à l'exploitation de ses domaines et d'une forge. Conseiller général du canton de Saint-Dizier en 1881, il est député de la Haute-Marne de 1889 à 1915, siégeant au centre droit. Il s'occupe particulièrement des affaires étrangères et coloniales, et devient président de la commission des protectorats et des colonies.
Vers la fin des années 1880, il dénonce les abus commis en Algérie par l'autorité coloniale; ce qui lui vaut d'être surnommé "Ali Ben Rozi" par les coloniaux.

## Distinctions
- Grand-officier de l'ordre du Nichan Iftikhar (1900)[2]

## Sources et références
- « Albin Rozet », dans le Dictionnaire des parlementaires français (1889-1940), sous la direction de Jean Jolly, PUF, 1960 [détail de l’édition]

1. ↑  Arnaud-Dominique Houte, Le triomphe de la République, 1871-1914, Éd. du Seuil, coll. « Histoire de la France contemporaine », 2014 (ISBN 978-2-02-100102-0)
2. ↑  Journal de Rouen, 23 mars 1900, p. 1